# Liste der Vizepräsidenten des Staatsrates der Republik und des Kantons Wallis
Die Liste der Vizepräsidenten des Staatsrates der Republik und des Kantons Wallis zeigt die Vizepräsidenten der Walliser Regierung seit 1802.

## 1802–1810
| Name                     | Amtszeit  |
| ------------------------ | --------- |
| Pierre-Antoine de Preux  | 1802–1805 |
| Gaspard-Etienne Delasoie | 1805–1808 |
| Pierre-Antoine de Preux  | 1808–1810 |

## 1815–1839
| Name                        | Amtszeit  |
| --------------------------- | --------- |
| Charles-Emmanuel de Rivaz   | 1815–1817 |
| Nikolaus Roten              | 1817–1819 |
| Charles-Emmanuel de Rivaz   | 1819–1821 |
| Michel Dufour               | 1821–1825 |
| Kaspar Eugen von Stockalper | 1825–1826 |
| Charles-Emmanuel de Rivaz   | 1827–1829 |
| Leopold de Sepibus          | 1829–1831 |
| Michel Dufour               | 1831–1835 |
| Maurice de Courten          | 1835–1837 |
| Michel Dufour               | 1837–1839 |

## 1839–1847
| Name                      | Amtszeit  |
| ------------------------- | --------- |
| Joseph Theodul Burgener   | 1839–1840 |
| Janvier de Riedmatten     | 1840–1841 |
| Charles-Louis de Rivaz    | 1841–1843 |
| François de Kalbermatten  | 1843–1845 |
| Ignaz Zen Ruffinen        | 1845–1847 |
| Guillaume de Kalbermatten | 1847      |

## Seit 1848
| Name                          | Amtszeit  |
| ----------------------------- | --------- |
| Franz Kaspar Zen Ruffinen     | 1848–1849 |
| Maurice Barman                | 1849–1850 |
| Franz Kaspar Zen Ruffinen     | 1850–1852 |
| Alexandre de Torrenté         | 1852–1853 |
| Franz Kaspar Zen Ruffinen     | 1853–1854 |
| Maurice Barman                | 1854–1855 |
| Franz Kaspar Zen Ruffinen     | 1855      |
| Joseph Rion                   | 1855–1856 |
| Alexis Allet                  | 1856–1857 |
| Charles-Louis de Bons         | 1857–1858 |
| Alexis Allet                  | 1858–1859 |
| Antoine de Riedmatten         | 1859–1860 |
| Alexis Allet                  | 1860–1861 |
| Antoine Luder                 | 1861–1862 |
| Alexis Allet                  | 1862–1863 |
| Charles-Louis de Bons         | 1863–1864 |
| Alexis Allet                  | 1864–1865 |
| Antoine de Riedmatten         | 1865–1866 |
| Alexis Allet                  | 1866–1867 |
| Antoine de Riedmatten         | 1867–1868 |
| Alexis Allet                  | 1868–1869 |
| Antoine Ribordy               | 1869–1870 |
| Alexis Allet                  | 1870      |
| Leopold de Sepibus            | 1871      |
| Charles de Rivaz              | 1871–1872 |
| Henri Bioley                  | 1872–1873 |
| Alphons Walther               | 1873–1874 |
| Joseph Chappex                | 1874–1875 |
| Charles de Rivaz              | 1875–1876 |
| Leo Luzian von Roten          | 1876–1877 |
| Joseph Chappex                | 1877–1878 |
| Alphons Walther               | 1878–1879 |
| Henri Bioley                  | 1879–1880 |
| Leo Luzian von Roten          | 1880–1881 |
| Joseph Chappex                | 1881–1882 |
| Henri de Torrenté             | 1882–1883 |
| Alphons Walther               | 1883–1884 |
| Maurice Macognin de la Pierre | 1884–1885 |
| Leo Luzian von Roten          | 1885–1886 |
| Joseph Chappex                | 1886–1887 |
| Henri de Torrenté             | 1887–1888 |
| Alphons Walther               | 1888–1889 |
| Maurice Macognin de la Pierre | 1889–1890 |
| Leo Luzian von Roten          | 1890–1891 |
| Joseph Chappex                | 1891–1892 |
| Henri de Torrenté             | 1892–1893 |
| Leo Luzian von Roten          | 1893–1894 |
| Maurice Macognin de la Pierre | 1894–1895 |
| Jean-Marie de Chastonay       | 1895–1896 |
| Jules Ducrey                  | 1896–1897 |
| Henri de Torrenté             | 1897–1898 |
| Johann Baptist Graven         | 1898–1899 |
| Achille Chappaz               | 1899–1900 |
| Julius Zen Ruffinen           | 1900–1901 |
| Jules Ducrey                  | 1901–1902 |
| Henri de Torrenté             | 1902–1903 |
| Charles de Preux              | 1903–1904 |
| Laurent Rey                   | 1904      |
| Henri Bioley                  | 1904–1905 |
| Henri de Torrenté             | 1905      |
| Joseph Burgener               | 1905–1906 |
| Arthur Couchepin              | 1906–1907 |
| Joseph Kuntschen              | 1907–1908 |
| Raphael von Werra             | 1908–1909 |
| Henri Bioley                  | 1909–1910 |
| Joseph Burgener               | 1910–1911 |
| Arthur Couchepin              | 1911–1912 |
| Joseph Kuntschen              | 1912–1913 |
| Hermann Seiler                | 1913–1914 |
| Maurice Troillet              | 1914–1915 |
| Joseph Burgener               | 1915–1916 |
| Arthur Couchepin              | 1916      |
| Joseph Kuntschen              | 1916–1917 |
| Hermann Seiler                | 1917–1918 |
| Edmond Delacoste              | 1918–1919 |
| Maurice Troillet              | 1919–1920 |
| Joseph Burgener               | 1920–1921 |
| Joseph Kuntschen              | 1921–1922 |
| Joseph de Chastonay           | 1922–1923 |
| Edmond Delacoste              | 1923–1924 |
| Maurice Troillet              | 1924–1925 |
| Joseph Kuntschen              | 1925–1926 |
| Oskar Walpen                  | 1926–1927 |
| Paul de Cocatrix              | 1927–1928 |
| Maurice Troillet              | 1928–1929 |
| Raymund Loretan               | 1929–1930 |
| Cyrille Pitteloud             | 1930–1931 |
| Oskar Walpen                  | 1931      |
| Paul de Cocatrix              | 1931–1932 |
| Maurice Troillet              | 1932–1933 |
| Josef Escher                  | 1933–1934 |
| Raymund Loretan               | 1934–1935 |
| Cyrille Pitteloud             | 1935–1936 |
| Maurice Troillet              | 1936–1937 |
| Albano Fama                   | 1937–1938 |
| Oscar de Chastonay            | 1938–1939 |
| Karl Anthamatten              | 1939–1940 |
| Cyrille Pitteloud             | 1940–1941 |
| Maurice Troillet              | 1941–1942 |
| Albano Fama                   | 1942–1943 |
| Karl Anthamatten              | 1943–1944 |
| Cyrille Pitteloud             | 1944–1945 |
| Jean Coquoz                   | 1945–1946 |
| Maurice Troillet              | 1946–1947 |
| Karl Anthamatten              | 1947–1948 |
| Marcel Gard                   | 1948–1949 |
| Cyrille Pitteloud             | 1949–1950 |
| Maurice Troillet              | 1950–1951 |
| Oskar Schnyder                | 1951–1952 |
| Karl Anthamatten              | 1952–1953 |
| Marcel Gard                   | 1953–1954 |
| Oskar Schnyder                | 1954–1955 |
| Marius Lampert                | 1955–1956 |
| Marcel Gross                  | 1956–1957 |
| Karl Anthamatten              | 1957      |
| Marcel Gard                   | 1957–1958 |
| Oskar Schnyder                | 1958–1959 |
| Marius Lampert                | 1959–1960 |
| Ernst von Roten               | 1960–1961 |
| Marcel Gross                  | 1961–1962 |
| Marcel Gard                   | 1962–1963 |
| Oskar Schnyder                | 1963–1964 |
| Marius Lampert                | 1964–1965 |
| Ernst von Roten               | 1965–1966 |
| Marcel Gross                  | 1966–1967 |
| Wolfgang Loretan              | 1967–1968 |
| Arthur Bender                 | 1968–1969 |
| Ernst von Roten               | 1969–1970 |
| Wolfgang Loretan              | 1970–1971 |
| Antoine Zufferey              | 1971–1972 |
| Guy Genoud                    | 1972–1973 |
| Arthur Bender                 | 1973–1974 |
| Wolfgang Loretan              | 1974–1975 |
| Antoine Zufferey              | 1975–1976 |
| Franz Steiner                 | 1976–1977 |
| Guy Genoud                    | 1977–1978 |
| Antoine Zufferey              | 1978–1979 |
| Hans Wyer                     | 1979–1980 |
| Franz Steiner                 | 1980–1981 |
| Guy Genoud                    | 1981–1982 |
| Bernard Comby                 | 1982–1983 |
| Hans Wyer                     | 1983–1984 |
| Bernard Bornet                | 1984–1985 |
| Bernard Comby                 | 1985–1986 |
| Hans Wyer                     | 1986–1987 |
| Raymond Deferr                | 1987–1988 |
| Richard Gertschen             | 1988–1989 |
| Bernard Bornet                | 1989–1990 |
| Bernard Comby                 | 1990–1991 |
| Hans Wyer                     | 1991–1992 |
| Raymond Deferr                | 1992–1993 |
| Richard Gertschen             | 1993–1994 |
| Bernard Bornet                | 1994–1995 |
| Serge Sierro                  | 1995–1996 |
| Wilhelm Schnyder              | 1996–1997 |
| Serge Sierro                  | 1997–1998 |
| Jean-Jacques Rey-Bellet       | 1998–1999 |
| Jean-René Fournier            | 1999–2000 |
| Wilhelm Schnyder              | 2000–2001 |
| Thomas Burgener               | 2001–2002 |
| Jean-Jacques Rey-Bellet       | 2002–2003 |
| Jean-René Fournier            | 2003–2004 |
| Claude Roch                   | 2004–2005 |
| Thomas Burgener               | 2005–2006 |
| Jean-Jacques Rey-Bellet       | 2006–2007 |
| Jean-Michel Cina              | 2007–2008 |
| Claude Roch                   | 2008–2009 |
| Jean-Michel Cina              | 2009–2010 |
| Jacques Melly                 | 2010–2011 |
| Esther Waeber-Kalbermatten    | 2011–2012 |
| Maurice Tornay                | 2012–2013 |
| Jean-Michel Cina              | 2013–2014 |
| Jacques Melly                 | 2014–2015 |
| Esther Waeber-Kalbermatten    | 2015–2016 |
| Jacques Melly                 | 2016–2017 |
| Esther Waeber-Kalbermatten    | 2017–2018 |
| Roberto Schmidt               | 2018–2019 |
| Christophe Darbellay          | 2019–2020 |
| Frédéric Favre                | 2020–2021 |
| Roberto Schmidt               | 2021–2022 |
| Christophe Darbellay          | 2022–2023 |
| Franz Ruppen                  | 2023–2024 |